# Finlandia ai II Giochi olimpici invernali
La Finlandia partecipò ai II Giochi olimpici invernali, svoltisi a Sankt Moritz, Svizzera, dall'11 al 19 febbraio 1928, con una delegazione di 18 atleti impegnati in cinque discipline.

## Medaglie

### Per discipline
| Sport                   | Oro | Argento | Bronzo | Totale |
| ----------------------- | --- | ------- | ------ | ------ |
| Pattinaggio di velocità | 2   | 1       | 1      | 4      |
| Totale                  | 2   | 1       | 1      | 4      |

### Medaglie
| Medaglia | Atleta          | Sport                   | Evento          |
| -------- | --------------- | ----------------------- | --------------- |
| Oro      | Clas Thunberg   | Pattinaggio di velocità | 500 m maschile  |
| Oro      | Clas Thunberg   | Pattinaggio di velocità | 1500 m maschile |
| Argento  | Julius Skutnabb | Pattinaggio di velocità | 5000 m maschile |
| Bronzo   | Jaakko Friman   | Pattinaggio di velocità | 500 m maschile  |